# Comunidad campesina de Ecash
La comunidad campesina de Ecash es una comunidad campesina quechua ubicada en las provincias de Carhuaz y Yungay, en la región Áncash, Perú.En la actualidad su población es de 9342 personas y la comunidad tiene una extensión de 41961.0091356 ha. Fue reconocida por el estado peruano como comunidad campesina el 2 de septiembre de 1947 mediante Resolución de Reconocimiento. Las personas de la comunidad hablan el castellano y el quechua ancashino, lengua que pertenece a la familia lingüística quechua.
Al 2018, esta comunidad es reconocida por ser la más grande del Callejón de Huaylas y se encontraba integrada por 5 mil comuneros distribuidos en 34 sectores, y en siete distritos, entre los cuales se encuentran: Cascapara y Shupluy en la provincia de Yungay, y Ataquero, Marcará y Anta en la provincia de Carhuaz. El territorio de la comunidad abarca alrededor de 40 mil hectáreas en la Cordillera Negra.
El 4 de septiembre de 2023 recibieron un reconocimiento de parte del Gobierno Regional de Áncash por su labor en beneficio del desarrollo y defensa de los pueblos andinos de la región.

## Actividades
En la comunidad campesina Ecash las personas se dedican principalmente a la actividad ganadera y agrícola.

### Proyecto San Luis
En 2005 se descubrió una veta de oro y plata de alta ley, la denominada veta Ayelén.El proyecto de explotación de esta veta se llama el Proyecto San Luis. La línea de base incluye a 34 sectores de la Comunidad de Ecash, que se encuentran en los distritos de Cascapara y Shupluy en la provincia de Yungay, y los distritos de Ataquero, Marcará y Anta en la provincia de Carhuaz, departamento de Áncash.

#### Reliant Ventures / Silver Standard
A finales de la etapa de exploración en 2008, la empresa Reliant Ventures, filial local de la empresa canadiense Silver Standard, realizó un pago a la comunidad campesina. Un sector de los comuneros consideró que la cifra era irrisoria. Durante el 2011 la comunidad exigía la reformulación del contrato de servidumbre del electroducto, el cual fue negociado y pagado en el año 2009.
Se intentó en 2011 obtener la licencia social de la comunidad de Ecash para explotar el mineral sin éxito.El estudio de impacto ambiental de dicho proyecto fue presentado por la empresa minera Reliant Ventures el 30 de marzo de 2011. Al 2011 la comunidad estaba pidiendo ser accionista de la mina.

#### SSR Mining
Este proyecto minero a cargo de la empresa SSR Mining se centra en la extracción de oro y plata en la veta Ayelén. Según la representante Karina Rivva de SSR Mining, su empresa ya cuenta con «los estudios de factibilidad, el de impacto ambiental (EIA) y el plan de cierre aprobados por el Ministerio de Energía y Minas». El estudio de factibilidad se completó el 2010.